# Pierre Pagani
Pierre Pagani (* 24. November 1944) ist ein ehemaliger französischer Rallye- und Rundstreckenrennfahrer.

## Karriere im Motorsport
Pierre Pagani bestritt in den 1970er- und 1980er-Jahren Rallyes und war dabei auch in der Rallye-Weltmeisterschaft engagiert. Seine beste Platzierung in der Weltmeisterschaft war der 13. Rang auf einem Peugeot 504Ti bei der Akropolis Rallye 1976.
Auf der Rundstrecke war sein bestes Ergebnis ein sechster Rang beim 6-Stunden-Rennen von Monza 1975. Die Teamkollegen im Porsche 911 Carrera RSR beim zur europäischen GT-Meisterschaft zählenden Rennen waren Raymond Touroul und Robert Boubet. Beim 24-Stunden-Rennen von Le Mans 1973 war er Partner von Christine Beckers und Roger Dubos. Der Chevron B21/23 fiel nach einem Defekt an der Einspritzpumpe vorzeitig aus.
Pagani war auch als Autor aktiv; er verfasste mehrere Bücher über den Rallyesport.

## Statistik

### Le-Mans-Ergebnisse
| Jahr | Team                     | Fahrzeug       | Teamkollege       | Teamkollege | Platzierung | Ausfallgrund   |
| ---- | ------------------------ | -------------- | ----------------- | ----------- | ----------- | -------------- |
| 1973 | Blancpain Total Dinitrol | Chevron B21/23 | Christine Beckers | Roger Dubos | Ausfall     | Einspritzpumpe |